# Cryptoglena skujae
Cryptoglena skujae is een soort in de taxonomische indeling van de Euglenozoa. Deze micro-organismen zijn eencellig en meestal rond de 15-40mm groot. Het organisme komt uit het geslacht Cryptoglena en behoort tot de familie Euglenaceae. Cryptoglena skujae werd in 2003 ontdekt door Marin & Melkonian.